# 李臣淑
李臣淑（?—?），江西省永寧縣人，清朝政治人物、進士出身。
光緒二十九年，會試辛丑壬寅併科第100名。光緒三十年，殿試登進士三甲第94名，后分發為知縣。